# Biotônico Fontoura
O Biotônico Fontoura é um medicamento fortificante e antianêmico criado em 1910 pelo farmacêutico Cândido Fontoura. Desde meados dos anos de 1990, o produto tornou-se marca do portfólio da DM Farmacêutica, que posteriormente foi vendida a Hypera Pharma que ainda produz e comercializa no Brasil. No ano de 2010, o Biotônico Fontoura completou 100 anos e entrou para a lista de medicamentos mais antigos ainda em circulação no Brasil.
O slogan do produto era Ferro para o sangue e fósforo para os músculos e nervos e seu jingle era Bê, á, bá. Bê, é, bé. Bê, i, Bi…otônico Fontoura!, composto em 1978.

## Sua história
Cândido Fontoura, (Nascido em Bragança Paulista) fundou em São Paulo em 1910 uma fábrica para a produção de um fortificante que havia criado para  o tratamento de sua esposa que estava com a saúde fragilizada. Queria um produto com qualidades semelhantes ao Elixir Nogueira ou a Emulsão de Scott, seus concorrentes.

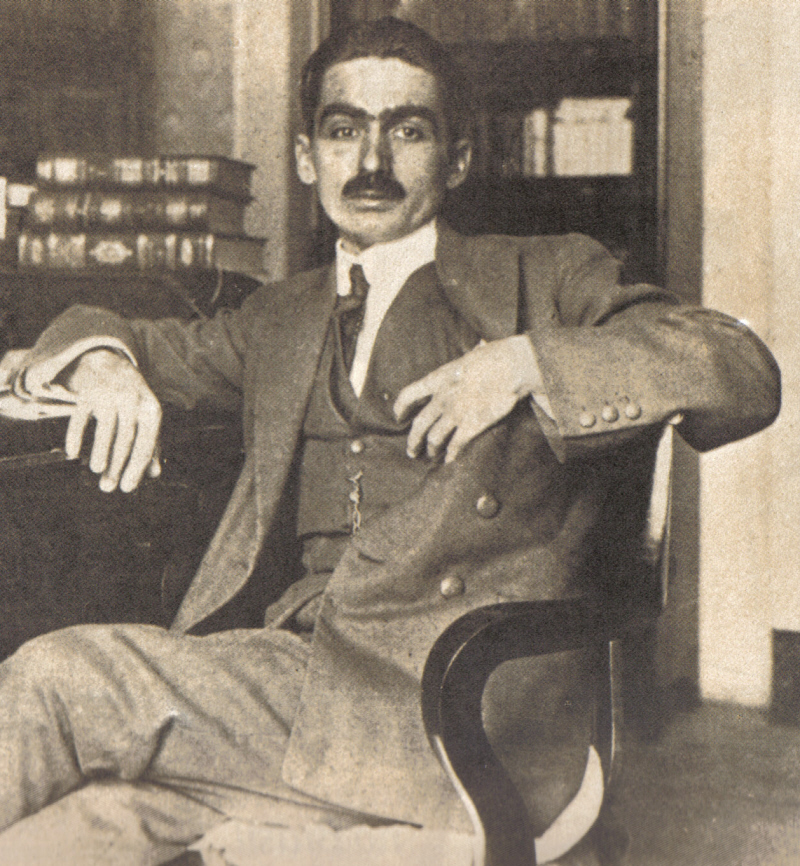
Monteiro Lobato foi o responsável pelo nome "Biotônico Fontoura"

O nome Biotônico Fontoura foi dado por Monteiro Lobato, famoso escritor e amigo profissional do farmacêutico Fontoura. Ambos trabalhavam no jornal O Estado de S. Paulo e Lobato sentia-se muito cansado quando Fontoura indicou o medicamento ao amigo e este sentiu-se mais animado. Posteriormente foi criado o Almanaque Fontoura que trouxe o personagem de Lobato Jeca Tatuzinho, baseado no Jeca Tatu que o autor criara na literatura. O almanaque divulgava o laboratório e pregava uma campanha contra a ancilostomose.

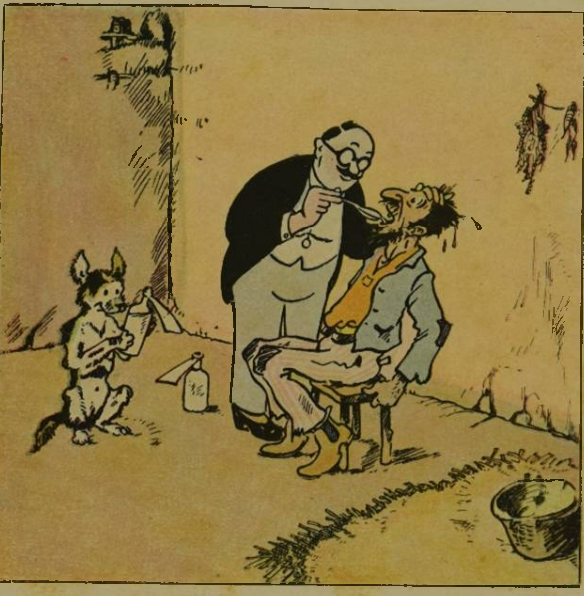
Jeca Tatuzinho, personagem do Almanaque Fontoura, sendo examinado pelo médico.

Durante a vigência da Lei Seca, o Biotônico Fontoura foi exportado para os Estados Unidos. Como se tratava de um produto medicinal, sua comercialização e consumo eram liberados. Ainda que muitos o considerem superestimado, Cândido Fontoura contava que ganhou muito dinheiro com o negócio. Não há registros da quantidade exportada.

### 2001

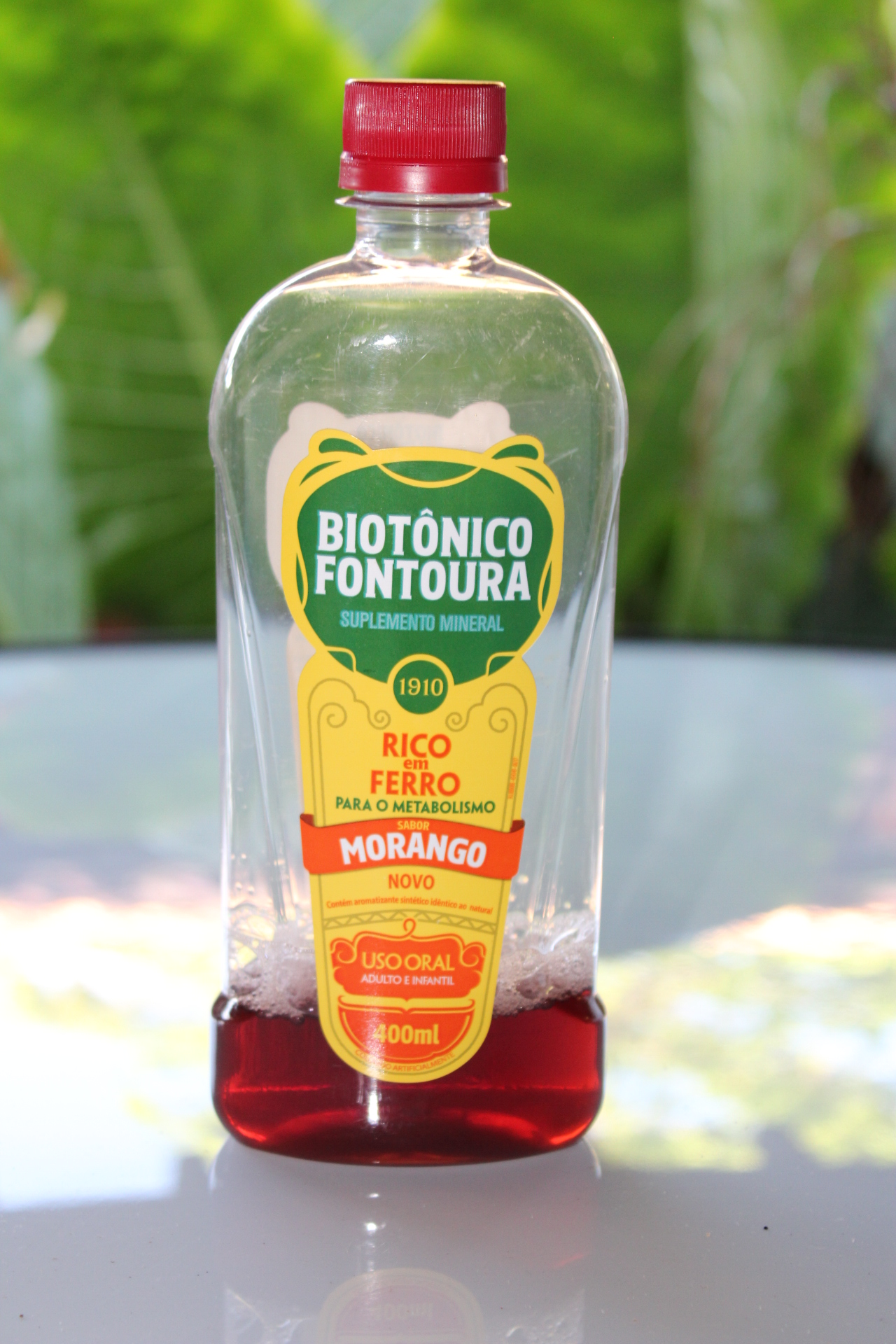
Embalagem com sabor morango com o rótulo de 2017, conservando a tradição do símbolo da marca.

Sua formula teve de ser alterada em  2001, decorrência de uma determinação da Anvisa que proibiu que tônicos, fortificantes e suplementos destinados às crianças contivessem alcool etílico na formulação; na época o produto tinha um teor alcoólico de 9,5%.
A fórmula atual contém sulfato ferroso heptaidratado 0,833 mg/mL + ácido fosfórico 4,666 mg/mL e como excipiente: extrato glicólico (Aloe perryi, Commiphora myrrha, Myristica fragans, Cinnamomum zeylanicum, metilparabeno, propilparabeno e propilenoglicol), sacarose, metilparabeno, sorbato de potássio, corante caramelo, aroma e água de osmose reversa.

### 2017
Em 2017 a empresa muda a embalagem do produto, mas de forma a conservar a tradição da marca evidenciando "o mascote Tonico, um leão cheio de energia" também cria os sabores de uva e morango.